# Luke Le Roux
Luke Gareth Le Roux (* 10. März 2000 in Stellenbosch) ist ein südafrikanischer Fußballspieler.

## Karriere

### Verein
Luke Le Roux erlernte das Fußballspielen beim südafrikanischen Verein Ikapa Sporting FC.
2016 wechselte der zentrale Mittelfeldspieler zu SuperSport United, für welche er jedoch keine Ligaeinsätze sammelte. Zwischen 2016 und 2018 war er an den Stellenbosch FC verliehen.
Nach vier Jahren in der Heimat wechselte Le Roux 2020 in die schwedische Liga zu Varbergs BoIS. Am 15. Juni 2020 kam er beim 3:0-Auswärtssieg gegen Helsingborgs IF am ersten Spieltag zu seinem Debüt, als er in der zweiten Halbzeit eingewechselt wurde. Im Sommer 2023 wechselte er in die Eredivise zum FC Volendam.

### Nationalmannschaft
Le Roux wurde 2016 erstmalig für die südafrikanische U17 nominiert. 2017 gab er sein Debüt für die U20, mit welcher er auch am U20-Afrika-Cup 2019 teilnahm. Am 24. September 2022 gab er beim 4:0-Heimsieg im Freundschaftsspiel gegen Sierra Leone sein Debüt für die A-Nationalmannschaft.